# Béres László (rendező)
Béres László (Kolozsvár, 1972. augusztus 6. –) erdélyi magyar színházi rendező, a Kolozsvári Állami Magyar Opera művészeti tanácsadója.

## Életpálya
Középiskolai tanulmányait a gyergyószentmiklósi Salamon Ernő Elméleti Líceumban végezte matematika–fizika szakon, majd a kolozsvári Babeș–Bolyai Tudományegyetem Történelem–Filozófia Karán szociológiát tanult. 1997-ben nyert felvételt a bukaresti I. L. Caragiale Színház és Filmművészeti Egyetemre, ahol 2002-ben szerzett rendezői diplomát, majd ugyanott rendezői magiszteri fokozatot is a "kortárs színházai előadások rendezése" mesteri program keretében.
Nős, három gyermek apja. Felesége Bartha Boróka színésznő.

## Munkahelyei
- 2014– a Kolozsvári Magyar Opera művészeti tanácsadója
- 2005–2012 – a gyergyószentmiklósi Figura Stúdió Színház igazgatója, művészeti vezetője
- 2000–2005 – a gyergyószentmiklósi Figura Stúdió Színház rendezője
- 2001–2002 – a Szatmárnémeti Északi Színház Harag György Társulatának a rendezője
- 1994–1997 – a kolozsvári Puck Bábszínház bábszínésze

## Egyéb tevékenységei
- 2012, 2010, 2008, 2006 – a dance.movement.theater nemzetközi táncszínházi fesztivál igazgatója
- 2010–2012 – a Figura Társaság elnöke
- 2011, 2009, 2007 – a romániai Nemzetiségi Színházak Kollokviumának fesztiváligazgatója
- 1992–1997 – a kolozsvári Maszkura egyetemi színjátszó csoport művészeti vezetője, rendezője
- 1992–1996 – a kolozsvári C filmklub művészeti vezetője
- 1992–1993 – a kolozsvári Érted szól diákújság szerkesztője
- 1991–1992 – a Kolozsvári TV magyar adása diákműsorának a szerkesztője
- 1990–1991 – a Temesvári Rádió szerkesztője

## Díjai
- 2019: A legjobb rendezés díja: A földönkívüli, aki egy pizsamát akart ajándékba – Impuls Nemzetközi Kortárs Animációszínházi Fesztivál, Bukarest
- 2019: A legjobb előadás díja: A helység kalapácsa – Nemzetközi Bábszínházi Fesztivál, Temesvár
- 2018: Sík Ferenc rendezői nívódíj
- 2015: A zsűri különdíja: Bernarda Alba háza – Vidéki Színházak Fesztiválja, Thália Színház, Budapest
- 2015: A legjobb musical díja: Letshow – Román Nemzeti Operagála, Iași
- 2015: A zsűri különdíja: Bernarda Alba háza – Városmajori Szabadtéri Színházak Fesztiválja, Budapest
- 2013: A legjobb gyermekelőadás díja: Valahol Európában – Román Nemzeti Operagála, Iași
- 2007: A legjobb rendezés díja: Rókajáték – Romániai Kisebbségi Színházak Kollokviuma
- 2007: Közönségdíj: Rókajáték (Ben Jonson: Volpone) – Romániai Kisebbségi Színházak Kollokviuma
- 2001: A zsűri különdíja: Határon Túli Magyar Színházak Fesztiválja, Kisvárda, Ramón del Valle Inclan: Vérkötelék – táncjáték árnyalakokkal c. előadás megrendezéséért
- 2001: A zsűri különdíja a színházi nyelvezet megújításáért Romániai Kisebbségi Színházak Kollokviuma Ramón del Valle Inclan: Vérkötelék – táncjáték árnyalakokkal c. előadás megrendezéséért
- 2001: Közönségdíj a 2001 szeptemberében Gyergyószentmiklóson megrendezett Romániai Kisebbségi Színházak Kollokviumán a Petőfi Sándor: A helység kalapácsa előadásért
- 1996: Legjobb előadás díja a Sepsiszentgyörgyi Concordia Fesztiválon a kolozsvári Maszkura Diákszínjátszó Alfred Jarry: A láncra vert Übü c. előadásáért
- 1995: Legjobb nem hagyományos előadás díja a kolozsvári Zaharia Bârsan Rövidszínház-fesztiválon a kolozsvári Maszkura Csoport Apage c. előadásáért
- 1995: Legjobb rendező díja a kolozsvári Zaharia Bârsan Rövidszínház-fesztiválon a kolozsvári Maszkura Csoport Apage c. előadás rendezéséért

Államvizsga-előadás: Németh Ákos: Müller táncosai

## Színházi rendezései
- 2022-2023 Tamási Áron: Ősvigasztalás – Kolozsvári Állami Magyar Színház
- 2021-2022 Csehov- Kiss Csaba: De mi lett a nővel? - Gyulai Várszínház
- 2021-2022 Katona Imre: Isten komédiása – Soproni Petőfi Színház, Esztergomi Várszínház
- 2021-2022 Ábrahám Pál: Bál a Savoyban –Soproni Petőfi Színház
- 2021-2022 Jevgenyij Svarc: Hókirálynő – Temesvári Állami Német Színház
- 2021-2022 Gaetano Donizetti: Don Pasquale – Kolozsvári Magyar Opera
- 2021-2022 Abraham Paul: Bal Im Savoy – Fertőrákosi Barlangszínház német nyelvű előadás
- 2021-2022 Urbán Gyula: Minden egér szereti a sajtot – Temesvár Merlin Színház
- 2020-2021 Fazekas Mihály: Lúdas Matyi- Brassói Arlechino Színház

- 2019-2020  Sheldon Harnick, Jerry Bock, Joseph Stein: Hegedűs a háztetőn  - musical, Kolozsvári Állami  Magyar Színház
- 2019–2020 Darvasi László: Karády zárkája – zenés monodráma, ősbemutató, Gyulai Várszínház
- 2018–2019 Matei Vișniec: A földönkívüli, aki egy pizsamát akart ajándékba – Temesvár, Merlin Színház
- 2018–2019 Arisztophanész: Plutosz (Gazdagság) – komédia, Sopron, Petőfi Sándor Színház
- 2018–2019 Tamási Áron: Énekes madár- székely népi játék , Kaposvár, Csiky Gergely Színház
- 2017–2018 Orbán János Dénes – Venczel Péter: Búbocska – ördögmusical, Kolozsvári Magyar Opera – Gyulai Várszínház
- 2017–2018 Petőfi Sándor: A helység kalapácsa – eposzparódia óriásbábokkal, Békéscsabai Napsugár Bábszínház
- 2017–2018 Simai Kristóf – Katona Imre – Szarka Gyula: Zsugori – zenés vígjáték, Komáromi Jókai Színház
- 2017–2018 Tamási Áron: Ősvigasztalás – rituális dráma, Békéscsabai Jókai Színház
- 2016–2017 Móricz Zsigmond – Kocsák T. – Miklós T.: Légy jó mindhalálig – musical, Kolozsvári Állami Magyar Színház
- 2016–2017 Szirmai Albert- Bakonyi K. Gábor A.: Mágnás Miska – operett, Kolozsvári Magyar Opera
- 2015–2016 Veress Zoltán- Rongy Elek a példakép – zenés vásári szatíra, Békéscsabai Napsugár Bábszínház
- 2015–2016 Békés Pál: A kétbalkezes varázsló – mese, Kolozsvári Állami Magyar Színház
- 2015–2016 Letshow újramelegítve – kabaré, Kolozsvári Magyar Opera
- 2014–2015 F Garcia Lorca: Bernarda Alba háza, Békéscsabai Jókai Színház
- 2014–2015 „Letshow” – szilveszteri kabaré, Kolozsvári Magyar Opera
- 2014–2015 Ion Luca Caragiale: Az elveszett levél -vígjáték,Petőfi Színház, Sopron
- 2014–2015 Georg Kreisler: Ma este: Lola Blau – musical, független produkció
- 2014–2015 Pozsgai Zsolt: Öreg üreg – XIX Magyar Drámaíró Verseny, Békéscsaba
- 2013–2014 Grimm testvérek: Hófehérke és a hét törpe – Békéscsabai Napsugár Bábszínház
- 2013–2014 Jevgenij Griškovec: Tél – Vasile Alecsandri Iași-i Nemzeti Színház
- 2012–2013 Valahol Európában – musical – Kolozsvári Magyar Opera
- 2011–2012 Sebestyén Rita: Kantarzsíni bolhapiac – Figura Stúdió Színház, Gyergyószentmiklós
- 2010–2011 Török Zoltán: Nagynyavalya – Figura Stúdió Színház, Gyergyószentmiklós
- 2009–2010 F. G. Lorca: Yerma – Teatrul Tineretului, Piatra Neamț
- 2009–2010 Jevgenyij Griskovec: Tél – Figura Stúdió Színház, Gyergyószentmiklós
- 2008–2009 Georg Büchner: Leonce és Léna – Figura Stúdió Színház, Gyergyószentmiklós
- 2007–2008 Federico Garcia Lorca: Yerma – Figura Stúdió Színház Gyergyószentmiklós
- 2006–2007 Rókajáték (Ben Jonson – Volpone) – Figura Stúdió Színház, Gyergyószentmiklós
- 2004–2005 Molnár Ferenc: Üvegcipő – Figura Stúdió Színház, Gyergyószentmiklós
- 2003–2004 Molière: Scapin furfangjai – Figura Stúdió Színház, Gyergyószentmiklós
- 2003–2004 Jevgenyij Griskovec: Tél – Szatmárnémeti Északi Színház Harag György Társulat
- 2003–2004 William Shakespeare: Falstaff – Szatmárnémeti Északi Színház Harag György Társulat
- 2002–2003 Andersen-Nagy Enikő: A császár új ruhája – Ion Creangă Színház, Bukarest
- 2002–2003 Aiszkülosz: Agamemnón – Figura Stúdió Színház, Gyergyószentmiklós
- 2001–2002 Németh Ákos: Müller táncosai – Nagyváradi Szigligeti Ede Társulat
- 2001–2002 Fodor Sándor: Csipike és Kukucsi – Figura Stúdió Színház, Gyergyószentmiklós
- 2001–2002 Petőfi Sándor: A helység kalapácsa – Figura Stúdió Színház, Gyergyószentmiklós
- 2000–2001 Bakkhosz testamentuma – Háromszék Táncegyüttes, Sepsiszentgyörgy
- 2000–2001 Ramón del Valle Inclan: Vérkötelék – Csíki Játékszín, Csíkszereda
- 2000–2001 Harold Pinter: Születésnap – Figura Stúdió Színház, Gyergyószentmiklós
- 1999–2000 William Shakespeare: Falstaff – Szentgyörgyi István Színművészeti Egyetem
- 1998–1999 Sebestyén Rita: Királykék – Tamási Áron Színház, Sepsiszentgyörgy
- 1998–1999 A pokol színei – táncszínház, Szolnoki Szigligeti Ede Színház
- 1996–1997 Váróterem -táncjáték Háromszék Táncegyüttes
- 1996–1997 Hófehérke és a hét törpe, Puck Bábszínház, Kolozsvár
- 1995–1996 Lázár Ervin: Bárányfelhőbodorító – abszurd mese felnőtteknek, Maszkura Diákszínjátszó Csoport
- 1994–1995 Alfred Jarry: A láncravert Übü – groteszk dráma, Maszkura Diákszínjátszó Csoport
- 1993–1994 Apage – rituális színház Maszkura Diákszínjátszó Csoport
- 1992–1993 Próba – mozgásszínház Maszkura Diákszínjátszó Csoport
- 1991–1992 Kísérlet – happening Maszkura Diákszínjátszó Csoport

## Vizsgaelőadások
- I. év, I. félév: I. L.Caragiale: Farsang – darabon kívüli jelenete
- I. év, II. félév: Stephen Dixon: Egy húsvéti ünnep – dramatizálás
- II. év, I. félév: Maxim Gorgij: Vássza Zseleznova – II. és III felvonás
- II. év, II. félév: Arlechino szerelembe esik, avagy hogyan csináljunk commedia dell’arte vizsgát 10 nap alatt
- III. év, I. félév: W. Shakespeare: Falstaff – adaptáció a IV. Henrik és V. Henrik darabok nyomán
- III. év, II. félév: Harold Pinter: Születésnap – abszurd dráma
- IV. év, I. félév: Ramon del Valle Inclan: Vérkötelék – táncjáték árnyalatokkal
- IV. év, II. félév: Bakkhosz testamentuma – táncjáték
- V. év, I. félév: Petőfi Sándor: A helység kalapácsa – vígeposz
- V. év, II. élév: Fodor Sándor: Csipike és Kukucsi – gyerekelőadás